# 765 هـ
765 هـ هي سنة في التقويم الهجري امتدت مقابلةً في التقويم الميلادي بين سنتي 1363 و1364.

## مواليد
- أبو العباس القلقشندي